# Irena Grafenauer
Irena Grafenauer, slovenska flavtistka, * 19. junij 1957, Ljubljana.

## Življenjepis
Irena je bila rojena v družini, kjer so številni sorodniki odlični glasbeniki (med drugimi Andrej G., Erazem G., Jelka G. in Brina Vogelnik). V širšem sorodstvu sta bila dedov bratranec in praded znana orglarja in izdelovalca orgel na Koroškem. Njihova Plicova domačija je v zaselku Brdo (Egg) pri Šmohorju. Svoj izjemen glasbeni dar je začela razvijati pri Rudiju Poku in Jožetu Pogačniku ter leta 1972, s samo petnajstimi leti, maturirala na Srednji glasbeni šoli v Ljubljani na Akademiji za glasbo pa le tri leta pozneje. Na ljubljanski Akademiji je nadaljevala tudi s podiplomskim študijem in ga končala leta 1976. Na Akademiji je bila ves čas v razredu Borisa Čampe. Izpopolnjevala se je pri dveh solo flavtistih Berlinske filharmonije, Karlheinzu Zöllerju v Hamburgu in Aurèlu Nicoletu v Freiburgu.
Že kot sedemnajstletna študentka je postala absolutna zmagovalka vseh kategorij mednarodnega tekmovanja glasbene mladine v Beogradu. Leta 1978 je zmagala na svetovnem tekmovanju flavtistov v Ženevi in prejela tudi posebno nagrado za izvajanje glasbe vseh časovnih obdobij, ki jo pred tem petintrideset let niso podelili nobenemu tekmovalcu. Leto kasneje 1979 je zmagala v Münchnu in dobila nagrado »Stern des Jahres«, zatem pa leto kasneje 1980 nagrado Prešernovega sklada in 1985 nagrado Orlando na dubrovniških letnih igrah. 
Kot prva ženska v zgodovini, poleg vsega pa še tujka, se je leta 1977 prebila do mesta solistke enega najboljših nemških in svetovnih orkestrov, Orkestra Bavarskega radia, ki sta ga takrat vodila znamenita stalna dirigenta Rafael Kubelik in Sir Colin Davis. Po desetih letih se je zaradi vse pogostejših solističnih in komornih koncertov od orkestra poslovila in umetniško pot nadaljevala kot vrhunska solistka in pedagoginja, od leta 1987 redna profesorica flavte na Visoki šoli za glasbo Mozarteum v Salzburgu, kjer s svojim velikim znanjem in neverjetno sugestivno močjo ter pozitivno energijo pomaga utirati glasbeno pot tudi mnogim slovenskim flavtistom in flavtistkam.
Kot solistka je obšla ves svet. Igrala je z najboljšimi svetovnimi orkestri (Berlinska filharmonija, Evropski komorni orkester, Akademija St. Martin in the Fields ...) in dirigenti, kot so K. Böhm, D. Barenboim, B. Haitink, W. Sawalisch, ... Najmočnejša glasbena doživetja pa so bila plod sodelovanja z dirigentoma L. Bernsteinom in S. Veghom ter violinistom G. Kremerjem, s katerim je že od leta 1981 sodelovala na festivalu komorne glasbe v avstrijskem Lockenhausu, kjer delo poteka, kot sama pravi: »v najlepšem možnem glasbenem duhu.«
Irena Grafenauer je v svoji karieri posnela 30 plošč, od tega le eno v Sloveniji. Je edina flavtistka na svetu, ki je posnela ekskluzivno serijo desetih plošč za nizozemsko založbo Philips ter je kot ena najbolj cenjenih interpretk Mozartove glasbe sodelovala pri doslej največjem svetovnem glasbeno-založniškem projektu - izdaji Mozartovih zbranih del na 180 ploščah.
Leta 2004 je prejela naziv Slovenka leta.
Leta 2003 jo je z Zlatim častnim znakom svobode Republike Slovenije odlikoval takratni predsednik Republike Slovenije, Janez Drnovšek, za vrhunske dosežke na področju glasbene umetnosti in za osebni prispevek k mednarodnemu uveljavljanju Republike Slovenije.. Temu je leta 2005 sledila Prešernova nagrada za življenjsko delo in vrhunsko poustvarjalnost na področju glasbene umetnosti, istega leta je postala častna doktorica Univerze v Ljubljani ter častna naslova Slovenske filharmonije in mesta Ljubljana. 
Razen tega je bila v domovini obravnavana zelo mačehovsko. Na Akademiji za glasbo so namreč zavrnili njeno prošnjo za profesuro in ukinili delovno mesto, medtem ko je lahko predavala na najboljših tujih šolah in takrat že nekaj let redno predavala na salzburškem Mozarteumu.
Grafenauerjeva si je s svojim igranjem pridobila svetovni sloves, širši slovenski javnosti pa je postala poznana po objavi njene težke bolezni, krvnega raka, levkemije. Po slavnostnem koncertu Simfonikov RTV Slovenija ob 75-letnici dirigenta Antona Nanuta, leta 2007, na katerem je igrala Mozartov koncert, je publicist Marjan Zlobec zapisal: 
»... Bilo je slavnostno, vzhičeno, ganljivo, polno občudovanja in hvaležnosti do velike umetnice za njen neverjetni človeški in umetniški pogum, ko težko bolna daruje zdravim vse, kar zmore, zna in ima ... Irena Grafenauer je fenomen, ker je ohranila vso glasbeno in z njo povezano čustveno inteligenco ter muzikalnost do zadnjega trenutka svojega nastopa - brez kakršnih koli zadreg ali ovir; brez vsega kar ji bolezen povzroča v telesu, ne more pa ji v duhu, srcu in razumu. Ljubezen do glasbe, še posebno do Mozarta, pa tudi do poslušalcev, premaga vse težave.«